# مارسين بولكا
مارسين بولكا هو لاعب بولندي ولد بتاريخ 4 أوكتوبر 1999 في مدينة بوتسك.

## مسيرته
سبق أن لعب في تشيلسي وحاليا في باريس سان جيرمان.

## وصلات خارجية
- مارسين بولكا على موقع الاتحاد الأوربي (الإنجليزية)
- مارسين بولكا على موقع رابطة كرة القدم الفرنسية للمحترفين (الإنجليزية)
- مارسين بولكا على موقع إي إس بي إن إف سي (الإنجليزية)
- مارسين بولكا على موقع قاعدة بيانات كرة القدم.إي يو (الإنجليزية)
- مارسين بولكا على موقع ليكيب (الفرنسية)
- مارسين بولكا على موقع Soccerbase.com (لاعب) (الإنجليزية)
- مارسين بولكا على موقع Soccerway.com (الإنجليزية)
- مارسين بولكا على موقع عالم كرة القدم.نت (الإنجليزية)
- مارسين بولكا على موقع كووورة
- مارسين بولكا على موقع AS.com (الإسبانية)